# Красне (Лубенський район)
Кра́сне — село в Україні, у Чорнухинській селищній громаді Лубенського району Полтавської області. Населення становить 240 осіб. До 2018 року орган місцевого самоврядування — Вороньківська сільська рада.

## Населення
За даними всеукраїнського перепису населення 2001 року у селі мешкало 240 осіб.
Мова
Розподіл населення за рідною мовою за даними перепису 2001 року був наступним:
| українська | 236 | 98,33 |
| російська  | 4   | 1,67  |

## Географія
Село Красне розташоване за 1 км від села Архипівка, за 2,5 км — село Олександрівка. Селом тече пересихаючий струмок із загатою. Через село пролягає автошлях регіонального значення Р60.

## Історія
4 липня 2018 року, в ході децентралізації, Вороньківська сільська рада об'єднана з Чорнухинською селищною громадою.
19 липня 2020 року, в результаті адміністративно-територіальної реформи та ліквідації Чорнухинського району, село увійшло до складу Лубенського району.
22 червня 2023 року рішенням Національної комісії зі стандартів державної мови віднесено до списку населених пунктів, які «можуть не відповідати лексичним нормам української мови», зокрема стосуватися «російської імперської чи колоніальної політики». Громаді рекомендовано обґрунтувати доцільність збереження поточної назви або запропонувати нову назву в установленому законодавством порядку.